# Сергієва
Сергі́єва (рос. Сергеева) — присілок у складі Юргінського району Тюменської області, Росія.
Населення — 41 особа (2010, 77 у 2002).
Національний склад станом на 2002 рік:
- росіяни — 99 %